# Tunnel de Tavannes
Pour les articles homonymes, voir Tavannes.
Le tunnel de Tavannes est un tunnel ferroviaire à deux galeries situé sur la ligne de Saint-Hilaire-au-Temple à Hagondange, au nord des communes de Fleury-devant-Douaumont et d'Eix. Se trouvant à l'intérieur de la place fortifiée de Verdun, le tunnel a été utilisé pendant la Première Guerre mondiale comme hébergement, dépôt de matériel et dépôt de munitions pour l'armée.

## Situation ferroviaire
Le tunnel de Tavannes est situé au point kilométrique (PK) 283,917 de la ligne de Saint-Hilaire-au-Temple à Hagondange, entre les gares ouvertes de Verdun et d'Étain.

## Histoire
Le tunnel de Tavannes a été construit de 1873 à 1874. Il s'agit d'une galerie unique de 5 mètres de large et long de 1 196 mètres. La deuxième galerie, construite en 1936, est la seule encore utilisée aujourd'hui.
Creusé peu après la guerre de 1870-1871 et long de 1 400 mètres, ce tunnel ferroviaire à une seule voie reliait Verdun à Metz. Par suite de l'annexion de cette dernière ville, le sort du tunnel inquiéta les autorités militaires. Dans le rapport de la séance du 22 avril 1881 du Comité des fortifications, on peut lire « Le tunnel de Tavannes dont l'extrémité ouest est en arrière des ouvrages extérieurs de Verdun, débouche vers la plaine de la Woêvre, au-delà du fort de Tavannes. Il est muni de trois groupes de fourneaux de mines, et il importe qu'il reste aux mains de la défense jusqu'au moment où on jugera qu'il convient de le détruire. C'est dans ce but qu'on propose d'en organiser défensivement la tête est ». Le projet appuie deux corps de garde crénelés, de dimensions inférieures 5,5 × 3,5 m, de part et d'autre de la voie, contre le tunnel. Ces corps de garde sont reliés par une brève galerie à l'intérieur du tunnel en arrière d'une porte blindée percée de quatre créneaux de tir. Entre les corps de garde, la voie franchi un saut de loup de 5,3 m de longueur pour une profondeur de l'ordre de quatre mètres, ha-ha recouvert par « un pont léger que l'on enlèvera en temps de guerre ». Par ailleurs, on évoque aussi la présence de huit fourneaux de mine au centre du tunnel, soit six de flanc et deux de ciel.
On discuta sur l’opportunité de construire des étages aux corps de garde et, comme d'habitude, il fut longuement question d'argent. Dans les archives a été retrouvée une lettre du chef de bataillon Lerosey, du génie de Verdun, qui écrit, le 13 février 1895, au général président du Comité technique du génie : « J'ai l'honneur de vous informer que la construction des corps de garde défensifs de la tête est du tunnel de Tavannes, y compris la grille et le pont du ha-ha (...) ont été exécutés (...) en 1883. »
Le Comité technique du génie, dans sa séance du 5 mars 1895, préconise de relier le fort de Tavannes au tunnel par une galerie de 160 cm de largeur pour 230 de hauteur, d'un développement de 375 m, descendant en une pente de 14 centimètres par mètre. Les discussions sembleront bien près d'aboutir, mais les informations s'arrêtent là, par non-connaissance de la concrétisation de ces intentions. Au sein des propositions, le parallèle avec la galerie de Montmédy est souvent évoqué.

### Première Guerre mondiale

#### Le rôle du tunnel
Après le début des hostilités, le tunnel de Tavannes est désaffecté. Sa situation géographique en fait une zone de passage sécurisé entre la partie nord-est du front de Verdun et l'arrière. Afin d'améliorer la sécurité, la création d'un passage souterrain entre le tunnel et le fort de Tavannes a été étudiée mais non réalisé.
À partir de 1914, l'armée française établit un abri à l'intérieur du tunnel. Il sert à la fois de cantonnements, de quartier général, d'hôpital et de dépôt de munitions. Les troupes du génie aménagent des rangées de couchettes sur trois hauteurs, laissant la moitié du tunnel libre pour la circulation.
Le tunnel ne possède pas de latrines, possède un faible nombre de points d'eau. Les puits d'aération sont tous bouchés afin d'éviter les intoxications liées aux gaz de combat. Ces différents points associés à la surpopulation rendent le tunnel insalubre. De plus, les Allemands qui connaissent l'existence du tunnel, bombardent régulièrement les deux issues pour perturber les mouvements de relève et d'approvisionnement français.
Pendant la bataille de Verdun, les Allemands ne purent jamais gagner la tête orientale du tunnel (il s'en fallut de peu après la prise du fort de Vaux), mais ne se firent pas défaut de saturer ses entrées de projectiles, surtout à gaz, sachant très bien qu'il servait de refuge à de nombreuses troupes.

#### L'accident du 4 septembre 1916
Au début de septembre 1916, le tunnel est occupé par l'état-major de la 146e brigade d'infanterie, des fantassins du 8e régiment d'infanterie, des 22e, 24e et 98e régiments d'infanterie territoriale et par les formations sanitaires de la 73e division d'infanterie avec des blessés.
Le 4 septembre 1916 vers 21 h, le dépôt de grenades placé à l'entrée ouest du tunnel de Tavannes prend feu. Sous l'effet d'un violent courant d'air, le feu atteint la réserve de munitions qui explosent. L'explosion est ressentie dans toute la région. Les Allemands, par leurs bombardements redoublés, piègent les troupes françaises à l'intérieur du tunnel et bloquent l'arrivée des secours. Malgré tout, la sortie (côté ennemi), partiellement obstruée, est dégagée par les soldats de la seconde partie du tunnel qui réussissent à s'enfuir.
Le philosophe Alain écrit : "Vers le même lieu il se fit une explosion ou plutôt une éruption, avec le tapage de mille pièces, et un grand nuage cuivré dans lequel éclataient des projectiles innombrables ; tout cela au grand soleil... Nous sûmes un peu plus tard que le tunnel de Tavannes avait sauté et que des milliers d'hommes y avaient péri." (Souvenirs de guerre).
Le tunnel brûle pendant deux jours, le nombre exact de victimes n'a pas pu être déterminé avec précision, une grande partie des corps ayant totalement disparu. On considère que plus de 500 hommes ont trouvé la mort dans l'incendie.
L'écrivain Albert Cassagne, capitaine au 24e régiment d'infanterie territoriale y disparait avec près de 200 soldats des 5e et 6e compagnies de son régiment.
Cet accident a été censuré dans la presse, les victimes ont été déclarées « disparues » à leur famille par les autorités militaires.
À la suite de l'incendie, le commandement français fait réaliser des travaux de réfection et d'aménagement pour éviter une nouvelle catastrophe.

Cartes postales du tunnel
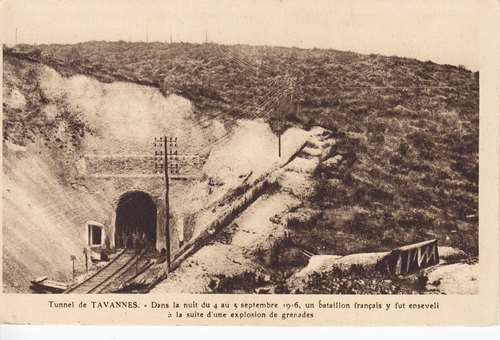
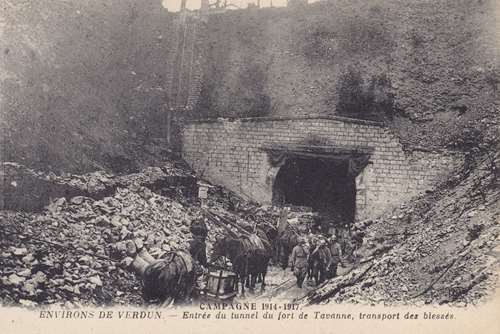

### Après guerre

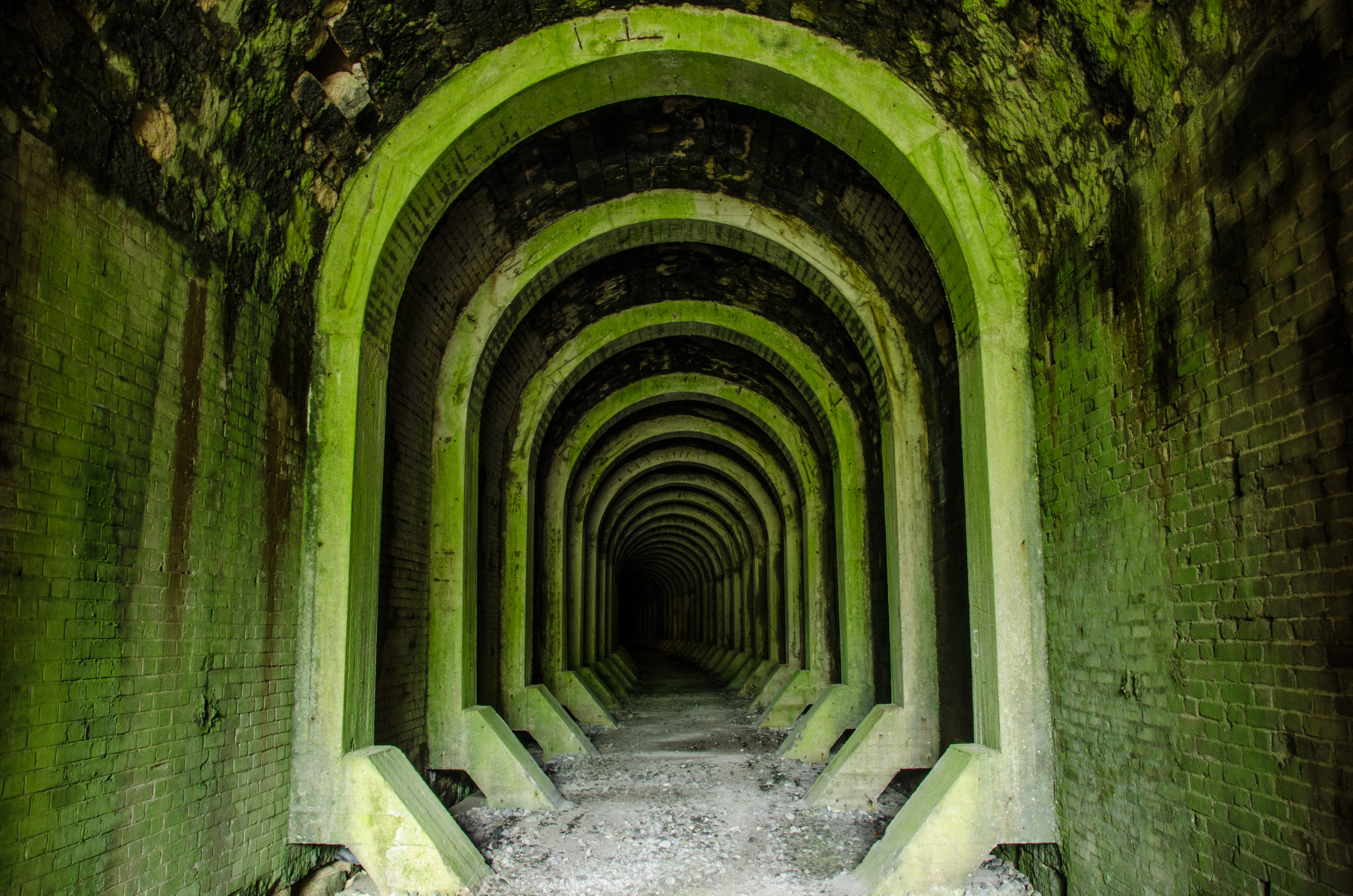
Vue de l'intérieur de l'ancienne galerie du tunnel.

Après la guerre, le tunnel est remis en état. On le renforce avec des anneaux bétonnés.
En 1936 (dans le cadre de la mise à deux voies de la ligne ?), une seconde galerie est creusée quelques mètres plus au nord. C'est elle qui est aujourd'hui utilisée pour le passage de la voie et des trains (voie unique).
Le 22 décembre 1944, à l'entrée sud du tunnel, on découvre une fosse commune contenant les corps de 16 hommes exécutés par la Gestapo. Un monument a été érigé en leur souvenir. Il est appelé le Monument des fusillés de Tavannes.
Aujourd'hui, à la sortie est, seul demeure le corps de garde gauche et la rambarde gauche de la partie traversant jadis le ha-ha. Entre les deux tunnels, l'ancien (à la voûte en plein cintre) et le nouveau (en fer à cheval) partageant la même devanture, le blason de la ville de Verdun a été scellé sous un cartouche indiquant 1874-1936. Il est possible de parcourir pédestrement l'ancien tunnel dans toute sa longueur, mais il a été nettoyé et est bardé à de brefs et réguliers intervalles de renforts en béton. Notons que, dans la grande majorité des cas, les illustrations que l'on trouve de ce tunnel montrent la sortie ouest qui, elle, n'a pas été fortifiée.